# Etruscul
Etruscul (, cu sensul de Turms, Nemuritorul) este un roman istoric de Mika Waltari, publicat în 1956, care povestește aventurile unui tânăr, Turms, începând aproximativ din anul 480 î.Hr.
Romanul progresează mai lent decât multe dintre celelalte romane istorice ale lui Waltari. Stilul persistent al romanului i-a deranjat pe unii cititori, dar profesorul Panu Rajala, de exemplu, îl consideră necesar pentru roman, în ansamblu.
Povestește despre dezvoltarea spirituală a lui Turms, în timp ce călătorește din Grecia în Sicilia, apoi la Roma și în final în Toscana, unde află despre nemurirea sa și despre îndatoririle sale față de viitor. Sunt descrise mai multe evenimente istorice reale în această carte, dar modul în care Turms se implică în ele este fictiv.

## Personaje cheie
- Dorieus, un soldat spartan și prieten al lui Turms, care a susținut că se trage din Heracles
- Dionisie, a condus navele phocaene⁠(d) în bătălia navală de la Lade⁠(d) și mai târziu a devenit pirat
- Mikon, un medic unul dintre moștenitorii lui Asclepius și prieten al lui Turms
- Arsinoe (alias Istafra), preoteasa zeiței Eryx, pe care Turms o răpește când părăsește Sicilia